# Ali-Reza Pahlavi
Il principe Ali-Reza Pahlavi (Teheran, 28 aprile 1966 – Boston, 4 gennaio 2011) era il secondo figlio maschio dell'ultimo Scià d'Iran Mohammad Reza Pahlavi e della terza moglie Farah Diba.
Secondo in linea di successione al trono del Pavone, ha lasciato l'Iran nel gennaio del 1979 in seguito allo scoppio della Rivoluzione iraniana.

## Biografia
Nato il 28 aprile 1966, svolse gli studi primari al Palazzo imperiale Niavaran ma ben presto dovette seguire la famiglia in esilio in seguito allo scoppio della rivoluzione islamica. Trasferitosi negli Stati Uniti frequentò la Saint David's School di New York City e la Mt Greylock Regional High School a Williamstown, nel Massachusetts. Ali-Reza Pahlavi conseguì un Bachelor of Arts alla Princeton University e un Master of Arts presso la Columbia University. Al momento della sua morte stava preparando un dottorato di ricerca in filologia sull'antico Iran all'Università di Harvard. Nel 2001 si fidanza con Sarah Tabatabai, ma la loro relazione termina e dal 2008 al 2010 fu legato sentimentalmente a Sherene Melania e in seguito a Raha Didevar.

### Morte
Dopo un lungo periodo di depressione, il 4 gennaio 2011 Pahlavi è morto nel suo appartamento a Boston (Back Bay, 141 West Newton Street) per una ferita da arma da fuoco autoinflitta. Mahnaz Afkhami, ex ministro degli Affari Femminili nel Governo dello Scià, dichiarò alla BBC che Ali-Reza Pahlavi iniziò a sviluppare un forte trauma e una perdita di identità a partire dal 1979, quando con il resto della famiglia imperiale venne costretto all'esilio assistendo al crollo della dinastia. Nel giugno del 2001 la sorella Leila Pahlavi si era suicidata mentre si trovava a Londra; amici della famiglia dissero che Ali-Reza era caduto in depressione soprattutto dopo la morte della sorella, a cui era molto legato. Gli sopravvissero la madre, l'imperatrice Farah Pahlavi, suo fratello maggiore, il Principe ereditario Reza, sua sorella la principessa Farahnaz, la sorellastra principessa Shahnaz e la figlia principessa Iryana Leila Pahlavi, che nacque dopo la sua morte.
Suo fratello Reza Pahlavi dichiarò che il suo desiderio era di essere cremato e che le sue ceneri fossero disperse nelle acque del Mar Caspio. Il 23 gennaio 2011 si tenne una cerimonia in suffragio al Music Center at Strathmore di Bethesda, in Maryland. Alla cerimonia partecipò la famiglia imperiale insieme a migliaia di iraniani. Il 26 luglio 2011 dalla relazione di Ali-Reza con Raha Didevar nacque postuma la figlia Iryana Leila. L'imperatrice Farah Pahlavi confermò che Iryana Leila è a tutti gli effetti una principessa di Casa Pahlavi.

## Titoli e trattamento
- Sua Altezza Imperiale il Principe Ali-Reza dell'Irán (1966-1979)
- Ali-Reza Pahlavi (1979-2011)

## Ascendenza
|                            |                      |                       | Genitori                      |  |  | Nonni             |  |  | Bisnonni                |  |
|                            |                      |                       |                               |  |  | Scià Reza Pahlavi |  |  | Maggiore Abbas Ali Khan |  |
|                            |                      |                       |                               |  |  | Scià Reza Pahlavi |  |  | Maggiore Abbas Ali Khan |  |
|                            |                      | Noush Afarin Ayromlou |                               |  |  | Scià Reza Pahlavi |  |  |                         |  |
| Scià Mohammad Reza Pahlavi |                      |                       |                               |  |  | Scià Reza Pahlavi |  |  |                         |  |
|                            |                      | Nimtaj Ayromlou       | Generale Teymūr Khan Ayromlou |  |  |                   |  |  |                         |  |
|                            |                      | Nimtaj Ayromlou       | Generale Teymūr Khan Ayromlou |  |  |                   |  |  |                         |  |
|                            |                      | Nimtaj Ayromlou       | Zahra Khanum                  |  |  |                   |  |  |                         |  |
| Ali-Reza Pahlavi           |                      | Nimtaj Ayromlou       |                               |  |  |                   |  |  |                         |  |
|                            | Capitano Sohrab Diba | Mehdi Diba            |                               |  |  |                   |  |  |                         |  |
|                            | Capitano Sohrab Diba | Mehdi Diba            |                               |  |  |                   |  |  |                         |  |
|                            | Capitano Sohrab Diba | …                     |                               |  |  |                   |  |  |                         |  |
| Farah Diba                 | Capitano Sohrab Diba |                       |                               |  |  |                   |  |  |                         |  |
|                            |                      | Farideh Ghotbi        | …                             |  |  |                   |  |  |                         |  |
|                            |                      | Farideh Ghotbi        | …                             |  |  |                   |  |  |                         |  |
|                            |                      | Farideh Ghotbi        | …                             |  |  |                   |  |  |                         |  |
|                            |                      | Farideh Ghotbi        |                               |  |  |                   |  |  |                         |  |